# Тарасмозеро
Тарасмозеро (Тарисмозеро) — озеро в южной части Республики Карелия, в Кондопожском районе.

## Общие сведения
Озеро ледникового генезиса.
Озеро удлинённой формы, вытянуто с северо-запада на юго-восток.
Через озеро протекает река Лижма, сток в Малую Лижемскую губу Онежского озера. Берега глинистые.
В озере обитают плотва, окунь, щука, ёрш.